# Lost (4. évad)
A Lost negyedik évada még készül; az első adás 2008. január 31-én volt látható a tengerentúlon az ABC amerikai és a CTV kanadai csatornákon.

## Epizódok
A Lost negyedik évadja a tervek szerint 16 részes lett volna, melyet 2008. január 31-től vetített az ABC. A forgatókönyvírók elhúzódott sztrájkja miatt csak 14 epizód készült el. Ez viszont azt jelenti, hogy az 5. és a 6. évadok 1-1 résszel hosszabbak lesznek.
|  | Alább a cselekmény részletei következnek! |

| Kép | Cím                                                                        | Első vetítés ABC                | Magyarországi premier RTL Klub | Főszereplők   | #           |
| --- | -------------------------------------------------------------------------- | ------------------------------- | ------------------------------ | ------------- | ----------- |
| | A vég kezdete (The Beginning Of The End)                                   | 2008. január 31.                | 2008. október 5.               | Hurley        | 401         |
| A túlélők, miután tudomást szereznek Charlie üzenetéről, azon vitatkoznak, hogy megbízzanak-e Naomi társaiban, akik bármelyik pillanatban megérkezhetnek. Elkerülhetetlenné válik a tábor két részre szakadása. Az epizód középpontjában Hurley áll, akiről megtudjuk, miért került önszántából elmegyógyintézetbe második alkalommal.                                                                                  |                                                                            |                                 |                                |               |             |
| | Halottnak nyilvánítva (Confirmed Dead)                                     | 2008. február 7.                |                                | Naomi hajósai | 402         |
| A kétkedés Naomi társainak szándékában megérkezésük után ha lehet, még tovább erősödik a túlélőkben. Megismerkedhetünk a csapat négy tagjával, egy Daniel Faraday nevű fizikussal, Miles Straume-mal, aki megmagyarázhatatlan dolgokra képes, Charlotte Staples Lewisszal, a régésszel, illetve Frank Lapidus helikopterpilótával. Múltjuk bővelkedik különös dolgokban.                                                |                                                                            |                                 |                                |               |             |
| | A Közgazdász (The Economist)                                               | 2008. február 14.               |                                | Sayid         | 403         |
| Sayid arra készül, hogy a helikopterrel eljusson Naomi csapatának hajójára. Ehhez azonban meg kell tennie egy szívességet: ki kell szabadítania Charlotte-ot Locke fogságából. A küldetés során árulás áldozatává válik. Sayidot szigeten kívüli jelenetekben is láthatjuk, melyekben kihasznál egy nőt, hogy leszámolhasson annak főnökével.                                                                           |                                                                            |                                 |                                |               |             |
| | Cseberből vederbe (Eggtown)                                                | 2008. február 21.               |                                | Kate          | 404         |
| Kate mindenáron beszélni akar Miles-szal, hogy megtudja, milyen információi vannak a csapatának vele kapcsolatban. Amit Kate akar, nem mentes az akadályoktól, ezért Sawyer segítségét kéri. Miután eljut Miles-hoz, a férfi egy találkozót követel Ben-nel, mielőtt bármit mondana. A szigeten kívüli jelenetekben Kate-et a bíróság előtt láthatjuk, elítéltként.                                                     |                                                                            |                                 |                                |               |             |
| | Az állandó (The Constant)                                                  | 2008. február 28.               |                                | Desmond       | 405         |
| A helikopter fedélzetén, Desmond-on megzavarodás lesz úrrá. Elméje ide-oda ugrál múlt és jelen között. Senki sem tud segíteni rajta, még a hajón sem. Sőt, találkoznak egy férfival, akinek hasonló tünetei vannak, mióta megközelítette a szigetet. Desmond-nak szembesülnie kell vele: akár meg is halhat. |                                                                            |                                 |                                |               |             |
| | A másik nő (The Other Woman)                                               | 2008. március 6.                |                                | Juliet        | 406         |
| Daniel és Charlotte elszöknek a táborból, hogy elmenjenek a Vihar nevű Dharma állomásra. Juliet Jack-kel együtt utánuk ered, mert elmondása szerint az állomáson olyan dolgokat tehetnek, ami a sziget minden lakójának halálát eredményezné. Eközben Ben egyezségre kíván lépni Locke-kal. Juliet visszaemlékezéséből megtudjuk, milyen kapcsolatban állt a többiek egyikével, Goodwinnal.                             |                                                                            |                                 |                                |               |             |
| | Ji Yeon                                                                    | 2008. március 13.               |                                | Sun, Jin      | 407         |
| Juliet a sziget elhagyásának fontosságát ecseteli Sun-nak, mondván, veszélyben az élete. Sun nem bízik meg benne, ezért Juliet olyasmit tesz, ami Sun és Jin kapcsolatára a legkedvezőtlenebbül hat. Desmond és Sayid megtudják, ki volt az, aki nemrégiben segítségükre sietett, szembeszegülve a kapitány parancsával. A szigeten kívüli jelenetek – melyeknek Jin és Sun a főhősei – különös fordulatot tartogatnak. |                                                                            |                                 |                                |               |             |
| | Bemutatom Kevin Johnsont (Meet Kevin Johnson)                              | 2008. március 20.               |                                | Michael       | 408         |
| Michael figyelmen kívül hagyja a lehetséges következményeket, amikor elmondja Sayid-nak, mit keres a hajón. Megtudjuk, hogy mióta bevallotta fiának az igazságot Ana-Lucia és Libby haláláról, Walt nem tekint rá többé az apjaként. A küldetéssel, amiben részt vesz, az ő bizalmát kívánja visszanyerni. Ezalatt a szigeten, Ben biztonságos helyre küldi Alexet, Rousseau-t, és Karlt.                               |                                                                            |                                 |                                |               |             |
| | Eljövendő dolgok (The Shape of Thing to Come)                              | 2008. április 24.               |                                | Ben           | 409         |
| Alexet elfogják a szigetre érkező katonák, majd néhány túlélő lelövésével bizonyítják a barakkokban rejtőzködőknek: nem viccelnek. Ben-nek döntenie kell: feladja magát, vagy életveszélybe sodor másokat. A tengerparton, Jackék egy hullát találnak a partra sodródva. |                                                                            |                                 |                                |               |             |
| | Valami jó odahaza (Something Nice Back Home)                               | 2008. május 1.                  |                                | Jack          | 410         |
| Jack a túlélők szeme láttára összeesik. Juliet megállapítja: sürgős vakbélműtétre van szüksége. Néhány túlélő elmegy az egészségügyi állomásra a műtéthez szükséges eszközökért, s közben Jin bebiztosítja Sun szigetről való kijutását. A dzsungelban, Sawyer, Claire, és Miles a katonák elől bujkálnak. |                                                                            |                                 |                                |               |             |
| | Kabinláz (Cabin Fever)                                                     | 2008. május 8.                  |                                | Locke         | 411         |
| Locke, Ben és Hurley Jacob kunyhója után kutat, miközben a hajón elfajulnak a dolgok: Keamy végez a hajóorvossal és a kapitánnyal, majd átveszi a parancsnokságot. Mikor Locke rátalál a kunyhóra, nem várt személyekkel találkozik. |                                                                            |                                 |                                |               |             |
| | Mindenütt jó, de legjobb otthon I-III. (There's No Place Like Home I-III.) | 2008. május 15. 2008. május 29. |                                | Oceanic 6     | 412 413 414 |
| Sayid visszatér a partra, és megkezdődik a túlélők kimenekítése a szigetről. Hamar kiderül azonban, hogy a hajó nem biztonságos számukra. Locke, Hurley, és Ben megérkezik az Orchidea állomáshoz, de akadályba ütköznek: a katonák már az állomásnál várják őket, felfegyverezve. Kate és Sayid belebotlik a Richard vezette Többiekbe.                                                                                |                                                                            |                                 |                                |               |             |

|  | Itt a vége a cselekmény részletezésének! |